# Heteropholis annua
Heteropholis annua är en gräsart som beskrevs av Michael Lazarides. Heteropholis annua ingår i släktet Heteropholis och familjen gräs. Inga underarter finns listade i Catalogue of Life.